# Śniadka Trzecia
Śniadka Trzecia – wieś w Polsce, położona w województwie świętokrzyskim, w powiecie kieleckim, w gminie Bodzentyn.
W latach 1975–1998 miejscowość należała administracyjnie do województwa kieleckiego.
Przez miejscowość przechodzi  zielony szlak turystyczny ze Starachowic do Łącznej.